# Knjižnična klasifikacija
Knjižnična klasifikacija, sustav je kodiranja i organiziranja knjižničarske građe prema temi, te dodjeljivanja signature, tj. aktivnost kojom se knjizi ili inomu predmetu iz knjižničnoga fonda određuje jedna ili više klasifikacijskih (stručnih) oznaka, koje kazuju 'o čemu se radi‘. 

## Uloga
Knjižnična klasifikacija danas predstavlja temeljno pomagalo u organizaciji zabilježena znanja. Njezine uloge u knjižnicama jesu olakšanje pronalaska građe, te prikaz lokacije građe u knjižnici, a za njeno sastavljane zadužen je katalogizator knjižnice.  Knjižnična klasifikacija se do 19. stoljeća koristila samo za slaganje predmetnog kataloga, a tek od 20. stoljeća, kada knjižnice postaju otvorene za javnost, po njoj se počinju slagati knjige po policama. U slučaju vrlo male zbirke, koristi se samo za lociranje građe, te se ne koriste komplicirane predmetne klasifikacije, već se građa dijeli u par opširnijih grupa. Ovakav način organizacije građe naziva se ˝mark and park˝ metoda. 

## Podjele
Knjižnične klasifikacije mogu se podijeliti prema različitim kriterijima: obuhvatu, dubini razrade, načinu izrade, vrsti, strukturi, jeziku, načinu obrade građe, te svrsi.

Prema obuhvatu se dijele na:
- opće (enciklopedijske) knjižnične klasifikacije - služe za klasifikaciju građe cjelokupnog ljudskog znanja, (npr. DDK, LKK, UDK), a mogu biti nacionalne i međunarodne
- specijalne knjižnične klasifikacije - služe za klasifikaciju građe samo određenog područja, (npr. npr. British classification of music), te također mogu biti nacionalne i međunarodne

Prema vrsti dijele se na:
- nabrajajuće knjižnične klasifikacije – stvaraju abecednu listupojmova te dodjeljuju brojeve svakom pojmu abecedne liste
- hijerarhijsko-enumerativne knjižnične klasifikacije - pojmove dijele hijerarhijski, od općih prema specifičnima
- analitičko-sintetičke (facetne) knjižnične klasifikacije koje imaju jednostavne elementarne pojmove prikladne za sastavljanje u složene pojmovne cjeline kao iskaze o predmetima dokumenata, te dijele pojmove u međusobno isključive grupe

Prema dubini razrade dijele se na: 
- plitke klasifikacije - koriste se za klasifikaciju časopisa
- dublje (srednje) razrađene klasifikacije - koriste se za klasifikaciju knjiga i u bibliografske svrhe
- najdublje (podrobno) razrađene klasifikacije - koriste se za klasifikaciju članaka

Prema načinu izrade dijele se na: 
- izrađene na temelju znanja predmetnih stručnjaka, enciklopedija, klasifikacija znanosti i leksikona
- izrađene na temelju sadržaja (tj. na temelju određene bibliotečne građe)

Prema strukturi dijele se na:
- jednodimenzionalne
- višedimenzionalne

Prema jeziku dijele se na:
- one koje koriste umjetni, kontrolirani jezik klasifikacije
- prirodni, kontrolirani ili polukontrolirani jezik

Prema načinu obrade građe dijele se na:
- klasifikacije sa stručnom obradom, klasifikacijskim indeksom
- klasifikacije s predmetnom obradom, abecednim predmetnim indeksom

Prema svrsi uporabe dijele se na one koje upotrebljavamo za:
- fizički raspored građe
- raspored sadržaja
- bibliografiju
- časopise
- članke

## Usporedba
Usporedba knjižničnih klasifikacija vrši se na temelju idućih svojstava:
- tip zapisa – zapis može biti čist ( sastoji se samo od npr. znamenaka) ili mješovit (abeceda i znamenke ili simboli)
- izražajnost – veza između pojma i strukture
- podržavanje mnemotehnike – npr. DDC 598.0944 ptice u Francuskoj                                                 598 ptice, 09 kod države, 44 Francuska
- ˝gostoljubivost˝ - stupanj do kojeg je klasifikacija sposobna prihvatiti nove teme
- sažetost – duljina zapisa
- brzina ažuriranja – najbolje klasifikacije stalno se preispituju i unaprjeđuju
- dosljednost
- jednostavnost

## Najčešće klasifikacije engleskog govornog područja
Bliss bibliographic classification (BBC)
Autor ove klasifikacije je Henry E. Bliss i izdana je od 1940. do 1953. u četiri sveska. Novija verzija, BC2 koristi se od 1977. Temelji se na alternativnoj lokaciji, što znači da jedna knjiga unutar knjižnice može imati više lokacija, ali se drži uvijek na istoj, koja je unaprijed dogovorena. Označavanje je kratko i sažeto, te se znanje organizira prema akademskoj stručnosti. Na policama bi se građa trebala postepeno nizati od teme do teme, po prirodnoj srodnosti.

Decimalni sustav klasifikacije (Dewey decimal classification, DDC)
Nastala je 1876., a autor je Melvil Dewey. Danas je ova klasifikacija brend u vlasništvu Online computer and library centra u Dublinu, Ohio. Sastoji se od 10 glavnih grupa, koje se zatim dalje dijele na 10 sektora, pa na još 10 sekcija.
Glavne grupe:  
- 000     informatika, informacije, općenito
- 100	filozofija i psihologija
- 200	religija
- 300	društvene znanosti
- 400	jezik
- 500	znanost
- 600	tehnologija
- 700	umjetnost i rekreacija
- 800	književnost
- 900	povijest i geografija

Library of congress classification (LCC)
Počeo ju je sastavljati Herbert Putnam 1897. Ova je klasifikacija nastala u sklopu Kongresne knjižnice i u početku je bila namijenjena samo za potrebe te knjižnice.
Glavne grupe:
- A općenito
- B filozofija, psihologija, religija
- C pomoćne znanosti povijesti
- D opća povijest i povijest starog svijeta
- E povijest Amerike
- F povijest Amerike
- G geografija, antropologija, rekreacija
- H društvene znanosti
- J političke znanosti
- K pravo
- L obrazovanje
- M glazba i knjige o glazbi
- N lijepe umjetnosti
- P jezik i književnost
- Q znanost
- R medicina
- S agrokultura
- T tehnologija
- U vojska
- V pomorstvo
- Z bibliografije, knjižničarstvo, informacijski izvori

Univerzalna decimalna klasifikacija (UDC/UDK)
Autori Paul Otlet i Henri la Fontaine sastavili su je krajem 19. stoljeća. Ona se najčešće koristi u hrvatskim knjižnicama, a u svijetu je često susrećemo u specijaliziranim knjižnicama. U ovoj klasifikaciji se koristi mješoviti tip zapisa, tj. koriste se znamenke i simboli.
Neki simboli i primjeri klasifikacije: 
- + dopuna; 59+636 - zoologija i uzgoj životinja
- / proširenje; 592/599 - sistematska zoologija
- : odnos; 17:7 - odnos etike i umjetnosti
- = jezik;  =20 - na engleskom; 59=20 - zoologija na engleskom

Glavne grupe: 
- 0 općenito, informatika, informacijske znanosti
- 1 filozofija, psihologija
- 2 religija, teologija
- 3 društvene znanosti, statistika, politika, vlada, ekonomija, pravo, vojska
- 4 slobodna
- 5 prirodne znanosti, matematika
- 6 primijenjene znanosti, medicina, tehnologija
- 7 umjetnost, rekreacija, zabava, glazba, sport
- 8 jezik, lingvistika, književnost
- 9 geografija, povijest, bibliografije

## Vanjske poveznice
- Bibliotečna klasifikacija kao pomagalo u organizaciji znanja

- BBC

- DDC

- Dewey decimal classification-službena stranica

- Kongresna knjižnica

- LCC

- UDC